# Dasysternica tristis
Dasysternica tristis är en fjärilsart som beskrevs av Butler 1882. Dasysternica tristis ingår i släktet Dasysternica och familjen mätare. Inga underarter finns listade i Catalogue of Life.